# Langford (Essex)
Langford – wieś w Anglii, w hrabstwie Essex, w dystrykcie Maldon. Leży 13 km na wschód od miasta Chelmsford i 61 km na północny wschód od Londynu.